# Keys to Ascension
Keys to Ascension – czwarty album koncertowy grupy Yes, wydany w 1996 roku, składający się z dwóch płyt CD. Wszystkie utwory z pierwszej i pierwsze dwa z drugiej płyty nagrane zostały podczas koncertu w San Luis Obispo w Kalifornii, w marcu 1996 roku. Dwa ostatnie utwory z drugiej płyty są nagraniami studyjnymi. Pozostałe utwory wykonane w San Luis Obispo wydane zostały na albumie Keys to Ascension 2.

## Lista utworów

### CD 1
1. "Siberian Khatru" – 10:16
2. "The Revealing Science of God (Dance of the Dawn)" – 20:31
3. "America" – 10:28
4. "Onward" – 5:40
5. "Awaken" – 18:29

### CD 2
1. "Roundabout" – 8:30
2. "Starship Trooper" – 13:06
"Life Seeker"
"Disillusion"
"Würm"
3. "Be the One" – 9:50
"The One"
"Humankind"
"Skates"
4. "That, That Is" – 19:15
"Togetherness"
"Crossfire"
"The Giving Things"
"That Is"
"All in All"
"How Did Heaven Begin?"
"Agree to Agree"

## Skład
- Jon Anderson: wokal
- Chris Squire: bas, wokal
- Steve Howe: gitary, wokal
- Rick Wakeman: instrumenty klawiszowe
- Alan White: perkusja